# Моррис, Макс
Глен Макс Моррис (англ. Glen Max Morris; 14 марта 1925, Норрис-Сити, штат Иллинойс, США — 8 января 1998, Рино, штат Невада, США) — американский профессиональный баскетболист и футболист, завершивший карьеру. Чемпион НБЛ в сезоне 1946/1947 годов.

## Ранние годы
Макс Моррис родился 14 марта 1925 года в городе Норрис-Сити (штат Иллинойс), учился в общественной школе Западного Франкфорта, которая в настоящее время носит его имя, там он играл за местную баскетбольную и футбольную команды.

## Студенческая карьера
В 1946 году закончил Северо-Западный университет, где в течение двух лет играл за баскетбольную команду «Нортвестерн Уайлдкэтс», в которой провёл успешную карьеру под руководством тренера, члена Зала славы баскетбола, Датча Лонгборга. При Моррисе «Уайлдкэтс» ни разу не выигрывали ни регулярный чемпионат, ни турнир конференции Big Ten, а также ни разу не выходили в плей-офф студенческого чемпионата США. Будучи игроком «Уайлдкэтс» Моррис два года подряд становился не только лучшим бомбардиром команды, но и всей конференции, за что по итогам обоих сезонов включался в первую (1946) и вторую всеамериканскую сборную NCAA (1945). Кроме того Макс Моррис выступал и за студенческую команду «Уайлдкэтс» по американскому футболу, в составе которой также включался во всеамериканскую сборную NCAA (1945), став последним игроком университета, включавшимся во всеамериканскую сборную по баскетболу и футболу одновременно. В 1984 году он был включён в Зал славы баскетбола Северо-Западного университета.

## Баскетбольная карьера
Играл на позиции тяжёлого форварда и центрового. В 1946 году Макс Моррис заключил соглашение с командой «Чикаго Американ Гиэрс», выступавшей в Национальной баскетбольной лиге (НБЛ). Позже выступал за команду «Шебойган Рэд Скинс» (НБЛ, НБА, НПБЛ). Всего в НБЛ провёл 3 сезона, а в НБА и НПБЛ — по 1 сезону. В сезоне 1946/1947 годов Моррис, будучи одноклубником Джорджа Майкена, Боба Кэлихана, Стэна Патрика, Бобби Макдермотта и Дика Триптоу, выиграл чемпионский титул в составе «Чикаго Американ Гиэрс». В сезоне 1950/1951 годов он стал чемпионом НПБЛ в составе «Шебойган Рэд Скинс». Всего за карьеру в НБЛ Моррис сыграл 113 игр, в которых набрал 725 очков (в среднем 6,4 за игру). Всего за карьеру в НБА Макс сыграл 62 игры, в которых набрал 781 очко (в среднем 12,6 за игру) и сделал 194 передачи. Помимо этого Моррис в составе «Американ Гиэрс» и «Рэд Скинс» два раза участвовал во Всемирном профессиональном баскетбольном турнире, но без особого успеха.

## Футбольная карьера
В 1946—1948 годах Моррис выступал во всеамериканской футбольной конференции (AAFC) (39 игр) в составе «Чикаго Рокетс» и «Бруклин Доджерс», играя на позиции энда.

## Смерть
Макс Моррис умер в четверг, 8 января 1998 года, на 73-м году жизни в городе Рино (штат Невада).

## Статистика

### Статистика в НБА
| Сезон                                                                                    | Команда  | Регулярный сезон | Регулярный сезон | Регулярный сезон | Регулярный сезон | Регулярный сезон | Регулярный сезон | Регулярный сезон | Регулярный сезон | Регулярный сезон | Регулярный сезон | Регулярный сезон | Серия плей-офф | Серия плей-офф | Серия плей-офф | Серия плей-офф | Серия плей-офф | Серия плей-офф | Серия плей-офф | Серия плей-офф | Серия плей-офф | Серия плей-офф | Серия плей-офф |
| Сезон                                                                                    | Команда  | GP               | GS               | MPG              | FG%              | 3P%              | FT%              | RPG              | APG              | SPG              | BPG              | PPG              | GP             | GS             | MPG            | FG%            | 3P%            | FT%            | RPG            | APG            | SPG            | BPG            | PPG            |
| ---------------------------------------------------------------------------------------- | -------- | ---------------- | ---------------- | ---------------- | ---------------- | ---------------- | ---------------- | ---------------- | ---------------- | ---------------- | ---------------- | ---------------- | -------------- | -------------- | -------------- | -------------- | -------------- | -------------- | -------------- | -------------- | -------------- | -------------- | -------------- |
| 1949/50                                                                                  | Шебойган | 62               |                  |                  | 36,3             |                  | 66,7             | 0,0              | 3,1              |                  |                  | 12,6             | 3              |                |                | 35,0           |                | 57,7           | 0,0            | 4,7            |                |                | 14,3           |
|                                                                                          | Всего    | 62               |                  |                  | 36,3             |                  | 66,7             | 0,0              | 3,1              |                  |                  | 12,6             | 3              |                |                | 35,0           |                | 57,7           | 0,0            | 4,7            |                |                | 14,3           |
| Наведите курсор мыши на аббревиатуры в заголовке таблицы, чтобы прочесть их расшифровку. |          |                  |                  |                  |                  |                  |                  |                  |                  |                  |                  |                  |                |                |                |                |                |                |                |                |                |                |                |